# Oreogrammitis manuselensis
Oreogrammitis manuselensis är en stensöteväxtart som beskrevs av Barbara S. Parris. Oreogrammitis manuselensis ingår i släktet Oreogrammitis och familjen Polypodiaceae. Inga underarter finns listade.